# فرديناندو جنتيلي
فرديناندو جنتيلي (بالإيطالية: Ferdinando Gentile)‏ هو لاعب كرة سلة إيطالي سابق تحول إلى التدريب بعد الاعتزال بدأ مسيرته الاحترافية في سنة 1982. اعتزل اللعب في 2005.

## فرق لعب لها
- يوفي كازيرتا باسكت
- أولمبيا ميلانو
- بالاكانسترو ريجيانا

## الميداليات
| الميدالية | المسابقة                         |
| --------- | -------------------------------- |
| فضية      | بطولة أمم أوروبا لكرة السلة 1991 |

## روابط خارجية
- فرديناندو جنتيلي على موقع الاتحاد الدولي لكرة السلة (الإنجليزية)
- فرديناندو جنتيلي على موقع الدوري الأوروبي لكرة السلة (الإنجليزية)
- فرديناندو جنتيلي على موقع كرة السلة الأوروبية.كوم (الإنجليزية)
- فرديناندو جنتيلي على موقع ريلجم (الإنجليزية)
- فرديناندو جنتيلي على موقع بروبوليرز (الإنجليزية)
- فرديناندو جنتيلي على موقع سبورتس رفرنس (الإنجليزية)